# 30 pieces of love
『30 pieces of love』（サーティー・ピーシーズ・オブ・ラブ）は、中島愛の1枚目のベストアルバム。2019年6月5日、flyingDOGより発売された。

## 概要
デビュー10周年、30歳を迎える誕生日に発売された自身初のベストアルバム。中島は、歌手活動を再開させた2016年頃から、「30歳の誕生日に30曲入りのベストアルバムを出せたらいいな」と密かに思っていたという。
DISC1はシングルの表題曲（A面曲）を年代順に並べたシングルコレクション、DISC2はアルバムのリード曲を中心にこれまでの楽曲の音楽性の広さを感じてもらえるような選曲になっている。DISC2の選曲は中島とスタッフで行ったが、中島とスタッフが選んだ曲がほぼ一致しておりスムーズに決定した。また、DISC1には北川勝利（ROUND TABLE）による書き下ろしの新曲「Love! For Your Love!」を収録している。
2CD+BD仕様の初回限定盤 (VTZL-157)、2CD仕様の通常盤 (VTCL-60497～60498) に加え、収録曲30曲の中から「レコードで聴きたい曲」をテーマにセレクトしたアナログ盤『8 pieces of love』 (VTJL-1) も発売された。アナログ盤にはランカ・リー=中島愛の楽曲「星間飛行」を特別収録している。
初回限定版のBlu-rayに収録される「Megumi Nakajima in Philippines」は、2018年9月に母の故郷フィリピンで行われた「コスプレマニア (Cosplay Mania) 」に参加した際に撮影したもの。スモーキー・マウンテン (Smokey Mountain) の曲「kailan（カイラン）」をタガログ語でカヴァーしている。

## 収録曲

### DISC-1
1. 天使になりたい (4:29)
  - 作詞：春行、作曲：重永亮介、編曲：Ryo
  - 1stシングル
2. ノスタルジア (4:18)
  - 作詞：春行、作曲：重永亮介、編曲：川口圭太
  - 2ndシングル
  - TBS系ドラマ「愛の劇場 最終シリーズ 大好き!五つ子」主題歌
3. ジェリーフィッシュの告白 (4:13)
  - 作詞：岩里祐穂、作曲・編曲：宮川弾
  - 3rdシングル
  - TVアニメ「こばと。」エンディングテーマ
4. メロディ (5:37)
  - 作詞・作曲・編曲：北川勝利、ストリングス編曲：長谷泰宏
  - 4thシングル
  - OVA「たまゆら」パッケージ版 第1巻エンディングテーマ
5. 神様のいたずら (4:31)
  - 作詞・作曲：大江千里、編曲：清水信之
  - 5thシングル
  - TVアニメ「たまゆら ～hitotose～」エンディングテーマ
6. TRY UNITE! (4:21)
  - 作詞：サエキけんぞう、作曲・編曲：Rasmus Faber
  - 6thシングル
  - TVアニメ「輪廻のラグランジェ」オープニングテーマ
7. Hello! (4:38)
  - 作詞・作曲・編曲：北川勝利、ストリングス編曲：長谷泰宏
  - 6thシングル
  - TVアニメ「輪廻のラグランジェ」エンディングテーマ
8. マーブル (5:44)
  - 作詞：岩里祐穂、作曲・編曲：Rasmus Faber
  - 7thシングル
  - TVアニメ「輪廻のラグランジェ season 2」オープニングテーマ
9. 忘れないよ。 (4:51)
  - 作詞・作曲：矢吹香那、編曲：清水信之
  - 7thシングル
  - TVアニメ「輪廻のラグランジェ season 2」エンディングテーマ
10. そんなこと裏のまた裏話でしょ? (4:06)
  - 作詞：西直紀、作曲：hirao、編曲：mukai
  - 8thシングル
  - TVアニメ「琴浦さん」オープニングテーマ
11. ありがとう (4:53)
  - 作詞・作曲：尾崎亜美、編曲：佐藤準
  - 9thシングル
  - TVアニメ「たまゆら ～もあぐれっしぶ～」エンディングテーマ
12. ワタシノセカイ (3:29)
  - 作詞：瀬尾公治、作曲：秋浦智裕、編曲：WEST GROUND
  - 10thシングル
  - TVアニメ「風夏」EDテーマ
13. サタデー・ナイト・クエスチョン (3:53)
  - 作詞：加藤慎一、作曲：山内総一郎、編曲：フジファブリック
  - 11thシングル
  - TVアニメ「ネト充のススメ」オープニングテーマ
14. 知らない気持ち (4:38)
  - 作詞・作曲：シンリズム、編曲：シンリズム ・高野勲
  - 12thシングル
  - TVアニメ「かくりよの宿飯」エンディングテーマ
15. Bitter Sweet Harmony (4:34)
  - 作詞・作曲・編曲：kz (livetune)
  - 12thシングル
  - TVアニメ「すのはら荘の管理人さん」オープニングテーマ
16. Love! For Your Love! (4:44)
  - 作詞・作曲：北川勝利、編曲：acane_madder・北川勝利
  - 新曲

### DISC-2
1. Be MYSELF (4:51)
  - 作詞：春行、作曲・編曲：藤澤慶昌
  - 1stシングル「天使になりたい」カップリング曲 及び 1stアルバム『I love you』収録曲
2. Raspberry Kiss (4:10)
  - 作詞：中島愛・加藤哉子、作曲：重永亮介、編曲：TATOO
  - 1stアルバム『I love you』収録曲
3. Sunshine Girl (4:52)
  - 作詞：早川大地・中島愛、作曲・編曲：早川大地
  - 1stアルバム『I love you』収録曲
  - テレビ東京系音楽番組「アニソ～ンぷらす」6月度エンディングテーマ
4. 夏鳥 (5:32)
  - 作詞・作曲：杉森舞、編曲：清水信之
  - 4thシングル「メロディ」カップリング曲
  - OVA「たまゆら」パッケージ版 第2巻 及び テレビ先行放送版 第4話 エンディングテーマ
5. つながるまで (4:39)
  - 作詞・作曲・編曲：宮川弾
  - 2ndアルバム『Be With You』収録曲
  - TVアニメ「セイクリッドセブン」最終話エンディングテーマ
6. 金色 ～君を好きになってよかった (8:08)
  - 作詞：山田稔明、作曲：菅野よう子、編曲：Rasmus Faber
  - 2ndアルバム『Be With You』収録曲
7. Transfer [livetune adding 中島愛] (5:19)
  - 作詞・作曲・編曲：kz (livetune)
  - livetuneのシングル「Transfer」収録曲
  - アーケードゲーム「ガンスリンガー ストラトス」テーマソング
8. Ame (Rain) -10th Anniversary Remix- [Rasmus Faber feat. Megumi Nakajima] (5:02)
  - 作詞・作曲：窪田ミナ・Rasmus Faber、編曲：Rasmus Faber・窪田ミナ、Remix：Rasmus Faber
  - Rasmus Faberのアルバム『We Laugh We Dance We Cry』収録曲のリミックスバージョン。
9. 愛の重力 (6:31)
  - 作詞：尾上文、作曲・編曲：西脇辰弥
  - 3rdアルバム『Thank You』収録曲
10. Flower in Green (5:01)
  - 作詞・作曲・編曲：Rasmus Faber
  - 3rdアルバム『Thank You』収録曲
  - TVアニメ「輪廻のラグランジェ season 2」挿入歌
11. とうめいにんげん (6:13)
  - 作詞・作曲・編曲：コトリンゴ
  - 3rdアルバム『Thank You』収録曲
12. 愛はめぐる (5:09)
  - 作詞：坂井竜二、作曲・編曲：末光篤
  - 10thシングル「ワタシノセカイ」カップリング曲
13. サブマリーン (4:08)
  - 作詞：新藤晴一、作曲・編曲：Rasmus Faber
  - 4thアルバム『Curiosity』収録曲
14. 愛を灯して (4:05)
  - 作詞：中島愛、作曲・編曲：BANDOU YUMA
  - 4thアルバム『Curiosity』収録曲

### 初回限定盤Blu-ray
1. Bitter Sweet Harmony (Music Video)
2. Love! For Your Love! (Music Video)
3. Megumi Nakajima in Philippines

### アナログ盤
<SIDE-A>
1. 星間飛行
2. TRY UNITE! -extended version-
3. ジェリーフィッシュの告白
4. 神様のいたずら

<SIDE-B>
1. Transfer
2. サタデー・ナイト・クエスチョン
3. 金色 ～君を好きになってよかった
4. <epilogue> マーブル -bis-